# Cryptocarya enervis
Cryptocarya enervis är en lagerväxtart som beskrevs av Joseph Dalton Hooker. Cryptocarya enervis ingår i släktet Cryptocarya och familjen lagerväxter. Inga underarter finns listade i Catalogue of Life.